# 万引きGメン・二階堂雪
『万引きGメン・二階堂雪』（まんびきジーめん・にかいどうゆき）は、1998年から2011年までTBS系で放送されたテレビドラマシリーズ。全20回。主演は木の実ナナ。
放送枠は「月曜ドラマスペシャル」（第1作 - 第5作）、「月曜ミステリー劇場」（第6作 - 第13作）、「月曜ゴールデン」（第14作 - 第20作）。
第2作までは『女性保安員・二階堂雪』のタイトルで放送。

## 概略
万引きGメンの二階堂雪（木の実ナナ）が遭遇する事件を描いた2時間ドラマ。
夫役は角野卓造、娘役は中山忍、委託されたスーパーの店長役はルー大柴、その事務員役としてあき竹城らがレギュラー出演していた。
店舗のロケはアイワールド相模原店、アピタ（神奈川県）、オギノ（山梨県内）が実名のまま使用された。
各話にゲスト出演者がスーパー関係者、隣人、同級生等として登場する。
20作放送時に最終章と冠されてシリーズが終了した。

## 登場人物

### 二階堂家
二階堂雪
演 - 木の実ナナ
新栄警備保障勤務の警備員。ディスカウントストア「アイワールド」や、スーパー「オギノ」などに派遣され店内を見回る。
結婚前は「内山観光バス」のバスガイドをしており、その時に透と知り合った（第13作）。
二階堂透
演 - 角野卓造
雪の夫。上場企業に務めていたがリストラされ、一時は携帯電話の販売会社に務め、駅近くの仮設スペースで携帯電話を売るなどしていたが、後にバイク便会社に転職した。
白石（二階堂）千秋
演 - 中山忍（第1作 - 第17作・第20作）
透と雪の娘。第18作では結婚して夫の仕事の都合でニューヨークに在住している。
二階堂玉江
演 - 佐々木すみ江（第9作）
透の母親。
ミック
演 - 竹内満（第14作 - 第19作）、大和田貴子（第20作）
二階堂家の飼い犬。

### ディスカウントストア「アイワールド相模原店」
和田幸雄
演 - ルー大柴（第1作 - 第7作・第11作 - 第16作）
店長。第17作では本社に栄転。それに伴い、新店長の杉浦俊一が赴任した。
土屋直人
演 - 渡部遼介（第1作 - 第3作）
警備員。
藤倉和代
演 - 深浦加奈子（第1作・第2作）
事務員。
黒川幸子
演 - 角田よしこ（第3作）
事務員。イヤミな性格。
滝伸子
演 - あき竹城（第4作 - 第7作・第9作・第11作 - 第15作・第17作 - 第20作）
事務員。第16作は田舎のお見合いに出席のため不在。
宮本兼人
演 - 藤巻裕己（第4作・第5作）
警備員。
山本博人
演 - 福薗由布樹（第6作・第7作）
警備員。
杉浦俊一
演 - 岸祐二（第17作）、神尾佑（第18作・第19作）
店長。

### 新栄警備保障
加藤明美
演 - 村上聡美（第1作 - 第7作）
雪の同僚保安員。
本橋邦子
演 - 中原早苗（第1作・第3作・第4作）
雪の上司司令長。

### その他
伊丹幸平
演 - ケーシー高峰（第4作・第6作・第8作・第14作）
経歴：青葉台警察署 警部（第6作）
→ 新栄警備保障いわき支部 顧問（第8作）
刑事だったが、第8作で新設された新栄警備保障いわき支部に再就職する。第14作の3年前に事故に遭い、妻の安江は即死、伊丹は足が不自由になる。その後アパートを建てるが、「誰かと話をしたかった」という淋しさにつけ込まれ、水上哲也に騙され無一文になる。食べ物もなく腹がすいて、アイワールド相模原店でおにぎりを万引きして二階堂雪に補導される。上記の経緯を話した後、彼女からいつでも頼ってほしいと告げられたが、生きる気力が無くなり首吊り自殺。
芝山初枝の亡夫の幼馴染。
滝祥子
演 - 白石マル美（第9作）
滝伸子の妹。
滝静子
演 - 大島蓉子（第16作）
滝伸子の妹。お見合いで不在の伸子に代わり、アイワールド相模原店を手伝う。
花沢仁
演 - モト冬樹（第19作・第20作）
新聞記者。滝伸子の同級生。

### ゲスト
第1作「万引きする女」（1998年）
- 瀬川真理（アイワールドのレジ担当） - 洞口依子
- 秋月麗香（ファッションジャーナリスト・真理の短大時代の友人） - 大沢逸美
- 小林文夫（葵書房 雑誌編集者・麗香の仕事相手） - 立川三貴
- 石井（警部） - 伊藤洋三郎
- 管理人 - 蔵内秀樹
- 田中テレサ（フィリピン人） - アルミンダ・ラモス
- 大友透、中川弘、田中正俊、麻生奈美、宮下学、桐本琢也、横尾菜々、三谷侑美、七戸優斗、大西秀武、入江智博

第2作「出来心」（1998年）
- 白鳥繭子（アイワールドのレジ担当） - 美保純
- 北見芳江（アイワールドのレジ担当） - 根岸季衣
- 白鳥敏樹（繭子の夫） - 中島久之
- 浅井（実演販売員） - 青柳文太郎
- 大林潤（無職） - 関貴昭
- 西崎八千代（高校生） - 石坂伊津佳
- 岩沢（東相模原警察署 警部） - 村野武範
- 岡島香織（万引き犯） - 藤代宮奈子
- 岡島（香織の母） - 山口美也子
- 峰岸彩子（二階堂透の幼馴染の未亡人） - 二宮さよ子
- 曽川留三子

第3作「虚栄心」（1999年）
- 宗像律子（二階堂雪の高校時代の同級生） - 夏樹陽子
- 金子美里（店頭販売員） - 阿知波悟美
- 豊原映子（主婦・律子の友人） - 高瀬春奈
- 宗像治夫（律子の夫） - 中丸新将
- 宗像守（律子の息子） - 水橋研二
- 金子圭介（美里の夫） - 森川正太
- 猪俣（警部） - 藤堂新二
- 箕輪一郎（帝国海上火災保険 調査部） - 小沢象
- 南条信一（二階堂透の同僚・本名「山田保」） - 大塚達矢
- 置引き犯のおばさん - 平榮子
- 偽ブランド店の店主 - 右門青寿
- 衣通真由美、山口杏子

第4作「変身願望」（1999年）
- 新庄弥生（友愛生命保険 外交員・二階堂雪の顔見知り） - 黒田福美
- 松井志津子（保安員・二階堂雪の同期） - 赤座美代子
- 田口七恵（アイワールド 店員・弥生の姪・6年前 伊丹幸平に逮捕された女性） - 早勢美里
- 森下英男（テナントサウンドMの責任者） - 伊藤洋三郎
- 早乙女理香（二階堂千秋の友人） - 森下涼子
- 新庄賢治（弥生の夫） - 加門良
- モニカ芹沢（フィットネスクラブモニカ 経営者） - 葉山レイコ
- 角えび店長 - 斎藤清六
- 園部武（族総長） - 伊方勝

第5作「嫉妬」（2000年）
- 安西杏子（パート店員・真帆の幼馴染） - 高橋ひとみ
- 今沢章吾（城南美術大学 教授・画家・真帆の恩師） - 佐々木勝彦
- 寺坂光男（警備員） - 山下規介
- 犬山（警部） - 片桐竜次
- 南（刑事） - 中野若葉
- 安西裕二（杏子の夫） - 五森大輔
- 真帆と同じマンションの住人 - 斎藤清六
- 遠山久子（遠山浩の母・医師） - 朝香じゅん
- 島崎泉（漫画作家・二階堂千秋の友人） - カワイ麻弓
- 桐野真帆（絵本画家・二階堂雪の従妹） - 宮崎美子（中学生：米沢史織）
- 安西早苗（杏子の娘） - 田島穂奈美
- 城南美術大学 教授 - 福島勝美
- 真帆と同じマンションの住人 - 安室満樹子
- 刑事 - 大久保運
- 安西佳代（早苗の祖母） - 正司歌江
- 桐野厚子（真帆の母・喫茶店店主） - 高田敏江
- 松本悠香、柿沼裕司、村松保利、関本拓加、原嵩亮、神子結愛

第6作「逆恨み」（2001年）
- 坂東佐和（清掃員） - 左時枝
- 新井奈津子（二階堂雪の知人） - いしのようこ
- 大沢貴美子（奈津子の姉・万引き犯） - 朝加真由美
- 杉原英二（二階堂透の元同僚） - 三遊亭楽太郎
- 通販会社社員 - 斉藤清六
- 清掃員 - 小柳友貴美
- 川崎北警察署 刑事 - 牧村泉三郎
- 牧師 - ハント・ケーシー
- 青葉台警察署 署員 - 藏内秀樹
- シオリ（佐和の孫） - 佐藤夏帆
- 伊丹安江（伊丹幸平の妻・万引き犯） - 岩本多代
- 大沢一雄（貴美子の夫） - 江藤潤

第7作「逃亡」（2001年）
- 畠山敏江（畠山の内縁の妻・本名「黒沼洋子」） - 藤真利子
- 畠山昭平（畠山惣菜店 店主） - 秋野太作
- 桜井藤乃（萌に階段で突飛ばされ転げ落ち骨にひびが入る・バスガイド・黒沼洋子の娘） - 馬渕英里何
- 田所静代（旧家の主婦） - 石井苗子
- 畠山萌（畠山の娘・万引き犯） - 大谷みつほ
- 横尾（神奈川県警 警部） - 村野武範
- 林勝彦（昴商会 部長・麻生操の弟・本名「麻生勝彦」） - 篠塚勝
- 河野（青葉消費者センター 相談員）- 斉藤清六
- 永瀬（神奈川県警 刑事） - 出光秀一郎
- 麻生操（スナック「操」元経営者・15年前の1986年10月11日 刺殺） - 児玉多恵子
- 不審な客 - 小柳友貴美
- 昴商会 社長 - 藤井びん
- 共立総合病院 看護師 - 和泉ちぬ
- 共立総合病院 受付 - 都布良ひとみ
- レポーター - 角南範子
- 市村（川越北警察署 部長刑事） - 石立鉄男

第8作「絆」（2002年）
- 大森文代（大地主の妻・万引き犯） - 丘みつ子
- 武田純子（文代の娘・里子に出された郁子の双子の妹） - 高橋かおり
- 大森郁子（文代の娘） - 森下涼子
- 辻正人（「スパリゾート・ハワイアンズ」警備室長） - 鈴木ヒロミツ
- 笠井達也（大地主の秘書・郁子の婚約者） - ひかる一平
- 今野芳江（佐伯法律事務所 事務員） - 東山明美
- 川田敦夫（山林業者） - 二瓶鮫一
- 松山令子（事務員） - 小柳友貴美
- 川本夏美（警備員） - 柴田かよこ
- 西本和樹（派遣警備員） - 吉田晃太郎
- 置引きの常習犯 - 木村小百合
- 佐伯忠雄（弁護士） - 田窪一世
- 平井昭夫（いわき中央警察署 刑事） - 朝山やすゆき
- 加藤（いわき中央警察署 刑事） - 野口雅弘
- 立原（バイク便「エスオーエス」社長） - 古本新之輔
- 大森為吉（大地主・文代の義父） - 山田吾一

第9作「離婚願望」（2002年）
- 谷口香保（大塚の別れた妻・ツアーコンダクター） - 秋本奈緒美
- 大塚啓一（水産加工会社社員・滝伸子の同級生） - 三浦浩一
- 下条充男（七尾警察署 刑事・滝伸子の同級生） - 斉藤暁
- 福田みさき（派遣保安員） - 坂上香織
- 吉村愛子（派遣保安員） - 楊原京子
- 宮島和樹 （能登食祭市場 店長・滝伸子の後輩） - 石丸謙二郎
- 伊藤（仏壇店職人） - 渡辺寛二
- 福田隆哉（みさきの腹違いの弟） - 伊方勝
- 万引き犯 - 斎藤清六
- 高橋耕太（高校生） - 筒井万央
- 二階堂千秋のお見合い相手の母 - 島ひろ子
- 中山治哉、大平英輝、滝本ゆに、武田哲幸、閨谷康博、奥野初恵、寺島稜子、中元一磨、伹田昌嗣、河畑雅子、佐野晃代、下田博

第10作「ねたみ」（2003年）
- 野添久子（野添宝石店 社長・山梨県立甲府北高等学校 元美術部員） - 酒井和歌子
- 真木あすか（真木歯科クリニック 歯科医・山梨県立甲府北高等学校 元美術部員） - 沢田亜矢子
- 小島一枝（スーパー「オギノ」甲府店に派遣された新任保安員） - 角替和枝
- 綾瀬美里（万引き犯） - 中島ひろ子
- 井上（警視庁八王子東警察署 警部補） - 村野武範
- 曽我部洋一（スーパー「オギノ」八王子店 アルバイト） - 榊英雄
- 佐々木（警視庁八王子東警察署 巡査） - 角田英介
- 高取哲也（警視庁八王子東警察署 平岡町交番 巡査） - 西川忠志
- 山梨県立甲府北高等学校 職員 - 和田有由
- 野添めぐみ（野添と久子の娘・甲府俳優養成所 生徒） - 麻見奈央
- スーパー「オギノ」甲府店 店長 - 中沢青六
- 宝石加工工房「クリオ」従業員 - 山上賢治
- 借金の取立て屋 - 春日井順三、津村和幸、光宣
- 野添文男（スーパー「オギノ」八王子店 店員・久子の夫・入婿） - あおい輝彦
- 万引き犯と間違われた客 - 和田幾子
- 久子とあすかの高校の同級生 - 小柳友貴美、山田百貴、山口みよ子、大塚洋
- 綾瀬雄二（美里の夫） - 篠原さとし
- スーパー「オギノ」八王子店 店員 - 石井麗子
- 黒川芳子（プリン好きの客） - 正司歌江

第11作「美形願望」（2004年）
- 石渡新吉（保安員・元刑事） - 竜雷太
- 南条亮子（南条医院 院長・内科医・南条の妻） - 姿晴香
- 芝浦鈴子（南条医院 受付・石渡の娘） - 若林志穂（幼少期：猪鼻真依 / 少女期：岡崎愛）
- 南条俊樹（南条医院 形成外科医・亮子の息子） - 前田耕陽
- 芝浦喜一（鈴子の夫・鉄鋼所従業員・石渡に以前窃盗で逮捕された男） - 石橋保
- 鹿取たまき（ホステス・2年前の万引き犯） - 比企理恵
- 佐藤礼奈（南条医院 看護士） - 上良早紀
- 女装の万引き犯 - 坂本ちゃん
- 矢島光男（たまきの愛人） - OSAMU
- 相模原西警察署 刑事 - 野口雅弘
- 細川（相模原西警察署 刑事） - 細川智三
- 万引き犯 - 井上裕季子、田村茉紗子
- レポーター - 津島令子
- 南条（南条医院 元院長・故人） - 宮下敬夫
- 自動車整備修理工場「オリエンタルモータース」社員 - 松澤仁晶

第12作「結婚願望」（2004年）
- 塚本可奈子（歩美の母・スナック「かなこ」ママ） - 坂口良子
- 前川環（ウェディングプランナー・歩美と3か月前まで同居） - 岩崎ひろみ（少女期：田中明）
- 塚本歩美（見習い保安員） - 矢部美穂
- 井口巌（可奈子の愛人） - 深水三章
- 浅野量平（万引き犯・ジュエリーショップ社員） - 立川政市
- 上条祐介（3か月前から環の恋人） - かなやす慶行
- 石倉（相模原中央警察署 刑事） - 佐和タカシ
- 小島大輝（二階堂透の同僚・透は千秋の恋人にさせるため自宅に連れてきた） - 中山弟吾朗
- 坂本（相模原中央警察署 刑事） - 島津健太郎
- 「ムーンライトパーティ」司会者 - 佐々木誠
- 中島（相模原中央警察署 刑事） - 安藤彰則
- 歩美のアパート大家 - 前沢保美
- フォークリフトの運転手 - 本多晋
- 万引き女子高生 - 麻生ありさ、安藤弘子

第13作「貧乏嫌い」（2005年）
- 佐倉文絵（先代が死亡後 成人と再婚・旧姓「川上」・二階堂雪のバスガイド時代の後輩） - 秋本奈緒美（少女期：村崎真彩）
- 合田貴子（文絵の妹・二階堂雪のバスガイド時代の後輩） - 川上麻衣子
- 佐倉成人（サクラ自然食品 社長〈元運転手〉・文絵の夫・婿養子） - 神保悟志
- 本橋哲郎（本橋運送 社長・二階堂雪のバスガイド時代の同僚運転手） - 潮哲也
- 合田友男（貴子の夫・元銀行員） - 中根徹
- 山崎路子（本橋運送 事務員・山崎商店の娘） - 山口美也子
- 万引き少女の母 - 中村綾
- 二階堂雪のバスガイド時代の同僚 - 椎名泰三
- 野口（横浜警察署 刑事） - 石田圭祐
- 二階堂雪のバスガイド時代の同僚 - 渡辺信子
- 伊豆長岡警察署 刑事 - 戸井田稔
- 正木（横浜警察署 刑事） - 神野崇
- 佐倉博（サクラ自然食品 元社長で創業者・故人） - 牧村泉三郎
- 文絵と貴子の母 - 東佳代子
- リポーター - 湯浅美和子
- 松野（医師） - 伊藤幸純
- 佐倉夏希（先代と文絵の娘） - 土田真里恵
- 万引き少女 - 志田未来
- マギー司郎（手品師） - マギー司郎（本人役）

第14作「優しい殺意」（2006年）
- 芝山初枝（特別養護老人ホーム「相模原シルバーガーデン」入所者・認知症） - 淡路恵子（若き日：佐藤智美）
- 佐竹真理子（相模原シルバーガーデン 介護師・6年前 二階堂雪に補導された女性） - 遠野凪子
- 国原修二（さがみ野記念病院 医師） - 河相我聞
- 水上哲也（投資会社「ブルースカイファンド」営業マン） - デビット伊東
- 芝山洋一（初枝の甥） - 小須田康人
- 永田（相模原中央警察署 警部） - 谷村好一
- 佐藤（相模原中央警察署 刑事） - 中西台次
- 風間（鑑識） - 島津健太郎
- 山城（相模原中央警察署 刑事） - 新虎幸明
- 下田小夜子（相模原シルバーガーデン 理事長） - かとうかずこ
- 田山（さがみ野記念病院 看護師） - 松永香織
- 真鍋（大工） - 剛州
- メグミ（女子高生・万引き犯） - 沖佳苗
- 芝山佐和子（初枝の娘・1964年 道路に飛び出し車にひかれ死亡） - 兼崎杏優

第15作「熟年離婚」（2007年）
- 神田久子（二階堂雪の中学時代の同級生・真由子の助手） - 多岐川裕美
- 神田光男（久子の夫） - 田村亮
- 神田沙織（神田と久子の娘・5年前 ひき逃げ事件の被害者） - 鈴木希依子
- 加賀美真由子（料理研究家） - 三原じゅん子
- みどり（二階堂透の中学時代の同級生） - 宮下順子
- 加賀美信彦（真由子の夫） - 加納竜
- 今井（主任） - 大森うたえもん
- 長崎（万引き犯） - 仲本工事
- 村岡健志（ホスト） - 新納慎也
- 山崎直子（刑事） - 松本圭未
- 易者 - 林家木久蔵

第16作「美顔・カリスマ美容師」（2007年）
- 坂下瑠璃子（明美の妹・カリスマ美容師・両親が交通事故で死亡後は「ひいらぎ学園」に入所） - 黒田福美（9歳：山口愛）
- 坂下明美（万引き犯・弁当屋店員・両親が交通事故で死亡後は叔父夫婦と暮らす） - 根岸季衣（13歳：木戸岡里奈）
- 神崎利光（健康食品「神崎コーポレーション」社長・瑠璃子のビジネスパートナー） - 田中実
- 典子（商品に半額シールを貼り買おうとする詐欺犯） - 竹内都子
- 深尾史郎（フリージャーナリスト） - 伊藤洋三郎
- 須藤美紀（深尾の同棲相手・ホステス） - 江口ナオ
- 二階堂透の同僚 - 山田隆夫、竹田君
- 五十嵐（相模原中央警察署 警部） - 加藤満
- 葉山（相模原中央警察署 刑事） - 菊池隆志
- 島岡達夫（瑠璃子と明美の叔父・35年前 放火で死亡） - 国枝量平
- 島岡美和子（瑠璃子と明美の叔母・島岡の妻・35年前 放火で死亡） - 落合ひとみ
- 光恵（児童養護施設「ひいらぎ学園」園長） - 久松夕子
- 新井（コンビニ店長） - 杉林功
- 坂下雄太（明美の息子） - 桐山和己
- 木崎（瑠璃子の秘書） - 理絵
- 安岡（ヤスオカ食品 元社長・10年前自殺） - 吉見純麿
- 相模原中央警察署 刑事 - 高橋正臣
- レポーター - 若葉要
- アイワールド相模原店 警備員 - 鈴木信明
- 恵子（弁当屋店員・明美の同僚） - 木ノ下鈴
- リリー（キャバクラ「スイート」ホステス・二階堂千秋に瓜二つの女性） - 中山忍（二役）
- 松井明、石田哲也、中村ひろみ、酒井理香、飯塚裕司、佐向真菜美、山浦香愛

第17作「最期の嘘」（2008年）
- 西崎あずさ（ペットショップのトリマー・二階堂雪の知り合い） - 中山エミリ（小学生：飯塚百花）
- 西崎和彦（あずさの兄・万引き犯・ネットカフェ難民） - 鳥羽潤（小学生：堀川裕生）
- 加賀恭一郎（加賀トレーディング 社長・青年実業家） - 大沢樹生
- 宮下明（あずさの同級生・派遣社員・ネットカフェ難民） - 杉浦太陽
- 森田淳子（加賀の秘書） - 原久美子
- 吉岡（相模原中央警察署 警部） - 松澤一之
- 岡崎良太郎（好子の夫） - 山田吾一
- 岡崎好子（万引き犯） - 大森暁美
- 今井（和彦の元同僚） - ホリベン
- ハローワーク相模原 職業相談窓口 係員 - 斎藤清六
- 田中（相模原中央警察署 刑事） - 菊池隆志
- 宮崎（相模原中央警察署 刑事） - 八巻博史
- 平松（鑑識係） - 河上一郎
- アポロ私立探偵事務所 探偵 - JUN KIM
- 中華料理のウェイトレス - 三嶋紗緒里
- レポーター - 真田あゆみ
- 城山啓吾（シアトル在住・オーシャン商事 元社員・30年前 二階堂雪にプロポーズした男） - 大出俊
- 蔭山弓枝、竹内満

第18作「緊急遺言」（2009年）
- 日吉五郎（美佐子の友人） - 秋野太作
- 安田真紀（看護師） - 吉村涼
- 名倉幸造（名倉水産会社 社長） - 樋浦勉
- 名倉剛（名倉の息子） - 伊嵜充則
- 瀬尾昭雄（医師） - 尾崎右宗
- 春日達也（貴子の夫） - 春田純一
- 春日貴子（名倉の娘） - 大沢逸美
- 吉岡（警部） - 由地慶伍
- 田中（刑事） - 小磯勝弥
- タクシードライバー - 田上晃吉
- 有田（消防署員） - 菊池隆志
- 鈴木慶子（看護師） - 有澤晴香
- 工藤沙織（病院理事長の娘） - 池田香織
- 子分 - 川島麻有弥
- 安田美佐子（真紀の母） - 星由里子

第19作「カリスマ風水師・死を呼ぶアクセサリー」（2010年）
- 風間智子（風水師） - 南野陽子
- 谷茂（智子の秘書） - 河相我聞（幼少期：大江駿輔）
- 丸山みどり（副社長） - 秋本奈緒美
- 木村浩司（更生施設「明愛園」職員） - 大鶴義丹
- 宮本幸子（万引き犯） - 北原佐和子
- 宮本昌彦（幸子の夫・無職） - 金山一彦
- 静香（占い師） - 甲斐まり恵
- 吉岡（相模原中央警察署 警部補） - 関貴昭
- 田中（相模原中央警察署 刑事） - 菊池隆志
- 望月一平（更生施設「明愛園」園長） - 夏木陽介
- 智子の母 - 杉山美保

第20作「砂の絆」（2011年）
- 片桐洋子（ファッションデザイナー、本名は「桑原君子」） - 小沢真珠（若き日：西田奈津美）
- 元田裕司（タクシードライバー、本名は「桑原一夫」で君子（洋子）の実兄） - 大浦龍宇一（若き日：佐々木和徳）
- 片桐玉子（ミカ（洋子）の実母） - 藤田弓子
- 青森ミカ（仕出し弁当屋従業員、本名「片桐洋子」で玉子の実娘） - 宮本真希
- 十条（相模原中央警察署 刑事） - 石井愃一
- 今泉和也 - 冨家規政
- 中根（相模原中央警察署 刑事） - 萬雅之
- 黒坂正貴（金融業者「金融ダイヤモンドクラブ」社長） - 二反田雅澄
- 森（秘書） - 矢崎文也
- 刑事 - 俵木藤汰
- 長瀬（万引き犯） - 岸端正浩
- ガードマン - 本田剛司
- レポーター - 三村陽美
- ホテルのドアマン - 佐藤洸
- 警官 - 川野誠一
- 木戸三郎（津和野殺人事件の担当刑事） - ケーシー高峰

## スタッフ
- 脚本 - 齋藤珠緒、土屋斗紀雄、西岡琢也、安井国穂、中野顕彰
- 音楽 - 丸谷晴彦（第1作 - 第8作）、小西香葉（第9作 - ）、近藤由起夫（第10作 - ）
- 監督 - 真船禎、松島稔、津崎敏喜、吉川一義
- 編成担当 - 藤原麻知（第19作・第20作）
- プロデューサー - 大藤博司、岩崎文（第18作・第19作）、元信克則（第20作）
- 製作 - TBS、ネクスト・プロデュース（第1作 - 第13作）、ユニオン映画（第14作 - 第20作）

## 放送日程
| 話数 | 放送日         | サブタイトル                         | 脚本       | 監督     | 視聴率 |
| ---- | -------------- | ------------------------------------ | ---------- | -------- | ------ |
| 1    | 1998年04月27日 | 万引きする女                         | 齋藤珠緒   | 真船禎   | 17.9%  |
| 2    | 11月16日       | 出来心                               | 齋藤珠緒   | 松島稔   | 16.6%  |
| 3    | 1999年06月07日 | 虚栄心                               | 齋藤珠緒   | 松島稔   | 16.9%  |
| 4    | 11月22日       | 変身願望                             | 齋藤珠緒   | 松島稔   | 18.0%  |
| 5    | 2000年07月24日 | 嫉妬                                 | 齋藤珠緒   | 松島稔   | 16.5%  |
| 6    | 2001年04月09日 | 逆恨み                               | 齋藤珠緒   | 松島稔   | 16.2%  |
| 7    | 10月08日       | 逃亡                                 | 齋藤珠緒   | 松島稔   | 12.1%  |
| 8    | 2002年04月15日 | 絆                                   | 土屋斗紀雄 | 松島稔   | 15.7%  |
| 9    | 10月21日       | 離婚願望                             | 西岡琢也   | 松島稔   | 15.8%  |
| 10   | 2003年05月26日 | ねたみ                               | 西岡琢也   | 松島稔   | 17.5%  |
| 11   | 2004年01月26日 | 美形願望                             | 西岡琢也   | 津崎敏喜 | 14.7%  |
| 12   | 7月05日        | 結婚願望                             | 西岡琢也   | 津崎敏喜 | 16.2%  |
| 13   | 2005年05月23日 | 貧乏嫌い                             | 西岡琢也   | 津崎敏喜 | 14.3%  |
| 14   | 2006年05月08日 | 優しい殺意                           | 安井国穂   | 津崎敏喜 | 15.4%  |
| 15   | 2007年05月07日 | 熟年離婚                             | 安井国穂   | 津崎敏喜 | 18.2%  |
| 16   | 12月24日       | 美顔・カリスマ美容師                 | 安井国穂   | 津崎敏喜 | 13.1%  |
| 17   | 2008年09月22日 | 最期の嘘                             | 安井国穂   | 津崎敏喜 | 10.7%  |
| 18   | 2009年08月17日 | 緊急遺言                             | 安井国穂   | 津崎敏喜 |        |
| 19   | 2010年05月31日 | カリスマ風水師・死を呼ぶアクセサリー | 安井国穂   | 津崎敏喜 |        |
| 20   | 2011年05月23日 | 砂の絆                               | 中野顕彰   | 吉川一義 |        |

- 視聴率はビデオリサーチ調べ、関東地区・世帯

## 放送局
- TBSテレビ（新作）および（再放送）
- JNN各局（新作）および（再放送）
- BS-TBS（再放送）
- CS TBSチャンネル（再放送）
- 秋田テレビ（新作）